# Hubert H. Humphrey Building
El Hubert H. Humphrey Building es un edificio de oficinas brutalista de poca altura ubicado en Washington D. C., en los Estados Unidos. Originalmente conocido como South Portal Building, se inauguró el 1 de noviembre de 1977. Se convirtió en la sede del Departamento de Salud, Educación y Bienestar de los Estados Unidos (HEW). Después de que el componente educativo del departamento fuera entregado al recién creado Departamento de Educación de los Estados Unidos en 1979, el recién nombrado Departamento de Salud y Servicios Humanos de los Estados Unidos (HHS) continuó ocupando la estructura.
El Hubert H. Humphrey Building está ubicado en 200 Independence Avenue SW en Washington D. C.. Lleva el nombre de Hubert H. Humphrey, senador de los Estados Unidos por Minnesota y vicepresidente de los Estados Unidos.

## Construcción
La planificación de la estructura comenzó alrededor de 1965.
El edificio fue diseñado por el arquitecto Marcel Breuer, en asociación con su socio de diseño Herbert Beckhard y el estudio de arquitectura de Nolen-Swinburne and Associates. De estilo brutalista, fue uno de los últimos edificios que Breuer diseñó antes de su jubilación. El túnel de la Interestatal 395 (también conocido como el "túnel de la calle 3rd") y una línea de alcantarillado principal se encuentran debajo de la estructura. El edificio está diseñado para actuar como un puente sobre el alcantarillado y el túnel, equilibrándose sobre unas pocas columnas colocadas estratégicamente.   Una cuadrícula de cerchas de acero (que se estrechan hacia el exterior del edificio) se extiende hacia afuera desde estas columnas, que se agrupan principalmente hacia el interior del edificio.  Las paredes exteriores e interiores y los pisos cuelgan de estas cerchas.   Los pisos segundo a sexto del edificio están revestidos con paneles de hormigón prefabricado con un revestimiento fino de granito, cada uno de los cuales contiene dos grandes ventanales. La planta baja está contenida por un muro cortina de vidrio y contiene un vestíbulo, espacio para exposiciones y un auditorio. El primer piso es un espacio abierto, dividido por las columnas de soporte principales y tres "núcleos" del edificio que contienen ascensores y otra infraestructura esencial.  Las paredes interiores fueron prefabricadas para contener cableado eléctrico, HVAC, plomería y otra infraestructura esencial. Debido a la naturaleza prefabricada del interior, el costo del edificio se redujo de 40 millones a 30 millones de dólares.  Las instalaciones para comer ocupan el nivel del ático del edificio. También hay un balcón alrededor del ático, pero no se utiliza.  El vestíbulo está pavimentado con travertino y originalmente tenía dos tapices diseñados por Breuer. 
Debido a las objeciones de la oficina del arquitecto del Capitolio, el Hubert H. Humphrey Building se encuentra a unos 41 m de la Independence Avenue SW para que no se esconda ni compita con la vista del Rayburn House Office Building que se encuentra en la colina hacia el este. Esto crea una gran plaza frente al edificio. Debido a que no se podían cultivar plantas y árboles en la plaza por los efectos nocivos que tendrían sus raíces en el túnel de abajo, Breuer pavimentó la plaza con concreto e incluyó depresiones revestidas de granito y pequeñas pirámides de granito como efectos decorativos. En 1974, el Congreso aprobó una ley que autorizaba la colocación de una importante obra de arte público en la entrada sur del edificio Humphrey. En 1977, se inauguró y colocó Heroic Shore Points I de James Rosati, una pieza cúbica de aluminio pintado de rojo brillante.
La construcción del edificio comenzó a principios de mayo de 1972. El Congreso amenazó con apoderarse del edificio y usarlo como espacio de oficinas para la Cámara de Representantes, pero en su lugar optó por arrasar un bloque de casas restauradas del siglo XIX en New Jersey Avenue SW. En abril de 1977, cuando el edificio Humphrey se acercaba a su finalización, una de las soldaduras que conectaban las paredes interiores colgantes con la armadura del techo se agrietó. El techo se hundió 48,3 m y se evacuó a 200 trabajadores del quinto, sexto y séptimo piso. La viga se volvió a colocar en su posición y se volvió a soldar en su lugar. Fue inaugurado el 1 de noviembre de 1977. El trabajo de hormigón en la estructura fue deficiente en algunos lugares, con juntas deficientes. Trozos del tamaño de una pelota de béisbol se soltaron del trabajo de concreto poco antes de que se inaugurara el edificio.

## Uso
El edificio originalmente se llamó Edificio del Portal Sur, ya que servía como una especie de puerta o portal al complejo del Capitolio de los Estados Unidos. Pero esto se cambió, y recibió el nombre de Hubert H. Humphrey, que entonces se desempeñaba como senador por Minnesota y anteriormente vicepresidente. Fue la primera vez que un edificio federal recibió el nombre de una persona viva, aunque en ese momento se sabía públicamente que Humphrey tenía una enfermedad terminal de cáncer, y Humphrey murió el 13 de enero de 1978, solo setenta y cinco días después de la inauguración del edificio el 1 de noviembre de 1977.
A 2012, todas las oficinas de administración y supervisión del HHS están ubicadas en el edificio, pero ninguna de sus divisiones operativas.
En abril de 2014, la Administración de Servicios Generales dijo que gastaría 6,74 millones de dólares para renovar el edificio Humphrey en un espacio de trabajo abierto. Esto permitiría que la Oficina del Director de Información se trasladara a la estructura.